# 科茨岩
科茨岩（英語：Coates Rocks），是南極洲的岩石，位於維多利亞地的彭內爾海岸，屬於弗賴貝格山脈的一部分，美國地質調查局根據測量和美國海軍拍攝的空中照片繪入地圖，現時由南極條約體系管理。